# Hockey Club Lodi 1964
Questa voce raccoglie le informazioni riguardanti l'Hockey Club Lodi nelle competizioni ufficiali della stagione 1964.

## Maglie e sponsor
| 1ª divisa |

## Rosa
| N° | Naz.                      | Ruolo | Sportivo         |  |  |  |
| -- | ------------------------- | ----- | ---------------- |  |  |  |
| ?  | Italia (bandiera)         | E     | Bisleri          |  |  |  |
| ?  | Italia (bandiera)         | E     | Aldo Gelmini     |  |  |  |
| ?  | Italia (bandiera)         | E     | Maurizio Gelmini |  |  |  |
| ?  | non conosciuta (bandiera) | E     | ?                |  |  |  |
| ?  | non conosciuta (bandiera) | P     | ?                |  |  |  |

- Allenatore: ?